# Shinnosuke Hatanaka
Shinnosuke Hatanaka (escritura japonesa: 畠中 槙之輔 (Hatanaka Shinnosuke); Yokohama, 25 de agosto de 1995) es un futbolista japonés que juega como defensa en el Cerezo Osaka de la J1 League de Japón.

## Clubes
| Club                      | País  | Año       |
| ------------------------- | ----- | --------- |
| Tokyo Verdy               | Japón | 2013-2018 |
| J. League sub-22 (cedido) | Japón | 2014-2015 |
| Machida Zelvia (cedido)   | Japón | 2016      |
| Yokohama F. Marinos       | Japón | 2018-2024 |
| Cerezo Osaka              | Japón | 2025-     |

## Palmarés

### Títulos nacionales
| Título             | Club                | País  | Año  |
| ------------------ | ------------------- | ----- | ---- |
| J1 League          | Yokohama F. Marinos | Japón | 2019 |
| J1 League          | Yokohama F. Marinos | Japón | 2022 |
| Supercopa de Japón | Yokohama F. Marinos | Japón | 2023 |

### Títulos internacionales
| Título                                | Club (*)           | País  | Año  |
| ------------------------------------- | ------------------ | ----- | ---- |
| Campeonato de Fútbol de Asia Oriental | Selección de Japón | Japón | 2022 |

(*) Incluyendo la selección.